# 蔡奇
蔡奇（1955年12月5日—），福建尤溪人，出生於福建永安，中国共产党、中华人民共和国政治人物，正国级领导人，现任中共中央政治局常委、中央书记处书记、中央办公厅主任、中央和国家机关工委书记。毕业于福建师范大学政治教育系，拥有该校经济法律学院硕士和政治经济学博士学位。
蔡奇曾任中共浙江省委常委、省委组织部长、浙江省人民政府副省长（常务）、杭州市人民政府市长、中央国家安全委员会办公室副主任、北京市人民政府市长、中共北京市委书记等职务，是第十九届中共中央政治局委员，第二十届中共中央政治局委员、常委、书记处常务书记，也是改革开放后极少数从中共中央之外直接进入中央政治局的干部。蔡奇是习近平派系閩江新軍的主要成員，亦是中共中央总书记習近平的重要親信之一。

## 生平

### 早年经历
蔡奇祖籍福建尤溪县洋中镇桂峰村。1955年12月5日，蔡奇在福建省永安县出生。1973年3月，17岁的蔡奇下工劳动，在福建省永安县西洋公社当知青。1975年获得推荐为工农兵学员，进入福建师范大学政治教育系学习。1975年8月加入中国共产党。1978年毕业后留校，在校党委办公室担任党工干部。1983年，调入中共福建省委办公厅工作，开启从政之路。

### 福建任职
1983年，蔡奇任中共福建省委办公厅综合处副处长。1986年3月“晋江假药案”案发后，时任中共福建省委书记项南下台，时任甘肃省长陈光毅火线调任福建省委书记。1年半以后，蔡奇被选中担任中共福建省委书记正处级秘书，1991年任中共福建省委政改办公室副主任（副厅级）、党建办公室副主任。1993年到1996年任中共福建省委办公厅副主任。
1994年3月，蔡奇获得外放机会，挂职担任中共三明市委副书记。1994年到1997年，在福建师范大学经济法律学院硕士研究生班学习。1996年9月，正式出任中共三明市委副书记。1997年11月，任三明市人民政府市长。

### 浙江经历
1999年5月，蔡奇调到邻省浙江工作，任中共衢州市委副书记、市长。时任市委书记是日后和他同时晋升省委常委的茅临生。2002年3月，任中共衢州市委书记、市人大常委会主任。在其2年多的市委书记任内，蔡奇调研总结确定了“坚忍不拔、开放兼容、求真务实、自强争先”的衢州精神。他响应时任中共浙江省委书记习近平提出的“八八战略”，实施工业立市和借力发展两大措施。2004年4月，转任中共台州市委书记。
2007年4月，蔡奇任中共杭州市委副书记、市长，晋升副部级，成为“文化大革命”后首位外省籍杭州市长。2010年1月，升任中共浙江省委常委、省委组织部长、省委党校校长。2013年11月，任中共浙江省委常委、浙江省人民政府常务副省长、党组副书记，成为时任省长李强的副手。

### 国安委时期
2014年3月27日，在任职四个月后，蔡奇被免去浙江省人民政府副省长职务，调任新成立的中央国家安全委员会办公室副主任，2015年4月任中央国家安全委员会办公室常务副主任（正部长级）。

### 主政北京
2016年10月31日，蔡奇任中共北京市委副书记，第十四届北京市人民代表大会常务委员会决定，任命蔡奇为北京市人民政府副市长、代市长。2016年11月，兼任北京2022年冬奥会和冬残奥会组织委员会执行主席。2017年1月20日，當選北京市人民政府市長。
2017年5月27日，蔡奇接替郭金龙，任中共北京市委書記，北京2022年冬奥会和冬残奥会组织委员会主席、党组书记，同时辞去北京市人民政府市长职务。他是中共首位非中央委员的中共北京市委书记。2017年6月，蔡奇在公开场合开始使用“习近平总书记重要思想”的提法。任内成功举办了2022年北京冬奥会和冬残奥会。
2017年10月25日，61岁的蔡奇在中共十九届一中全会上当选中共中央政治局委员，成为党和国家领导人。
值得一提的是，他既不是中共十八届中央委员，也不是中共中央候补委员，而作为中共北京市委书记在2017年10月举行的中共十九大上直接成为中共中央政治局委员，这样的晋升速度在中国政坛非常罕见（时任中共天津市委书记的谭绍文（1989年至1992年）及升格直辖的首任中共重庆市委书记张德邻（1997年6月至9月）也不是中央委员或中央候补委员）。

### 中央政治局常委
2022年10月23日，66岁的蔡奇在中共二十届一中全会上当选中共中央政治局常委（排位第五）、中央书记处书记（排名第一），进入最高领导层，成为自贾庆林之后20年来首个进入中共中央政治局常委会的北京市委书记。蔡奇在中共党内分管党建、组织、文宣、意识形态等方面的工作。11月13日，蔡奇不再兼任北京市委书记，由尹力接任。
2022年12月11日，在蔡奇的陪护下，前中共中央总书记江泽民的骨灰在长江口撒入大海。
2023年1月出席全国宣传部长会议，被视为接替王沪宁主管意识形态工作。
2023年3月中旬，接替丁薛祥任中共中央办公厅主任，是改革开放以来首位中共中央政治局常委兼任的中央办公厅主任。
2023年4月4日，兼任中共中央和国家机关工委书记。
2023年5月30日，蔡奇出席中共第二十届中央国家安全委员会的第一次会议，与国务院总理李强、全国人大常委会委员长赵乐际一起担任副主席。
2024年4月3日，中共中央党的建设工作领导小组召开会议，根据新华社公告，蔡奇已兼任中央党的建设工作领导小组组长。

## 任内政策

### 主政北京期间

#### 清理北京外来人口与整治安全隐患排查整改行动
蔡奇在就任中共北京市委书记后召开的首次北京城市总体规划实施动员和部署大会上提出，由于北京是个严重缺水城市，这决定了必须控制人口规模，这是自己主政北京期间置于首位的硬任务。总的要求是中心城区人口规模减少，中心城区以外平原地区人口规模有增有减，山区保持人口规模基本稳定。到2020年，常住人口规模要控制在2,300万人以内，2020年以后长期稳定在这一水平。
在蔡奇的这一思想的指导下，北京全市开展了“疏解整治促提升”行动，清理、拆除外来人口聚居的出租大院是该项工作的核心，位于城乡结合部的近千个出租大院被拆除。大量廉价公寓和出租大院被查封、关停导致许多“北漂”（居住在北京却无北京户口的外地人）一族一夜之间被迫搬离住处，无家可归。无钱租住正规租赁企业建造的高价品牌公寓的“低层次租客”们只能是要么搬到更远的郊外居住，要么离开北京。
2017年11月18日晚上，北京市大兴区西红门镇新建二村发生重大火灾事故，造成19人死亡，8人受伤。火灾发生后第二天，以蔡奇为首的北京市领导立即召开全市安全隐患大排查大清理大整治专项行动部署电视电话会，下令全面开展以消防安全为重点的安全隐患大排查大清理大整治行动，一家一家、一村一村地毯式摸排，大力清理“三合一”“多合一”场所、工业大院、散乱污企业及违法建设，彻底消除安全隐患。
蔡奇在一次內部會議談話中強硬表示：「按照政策、按照要求、按照部署，早就該清掉的」、「到了基層、到了點上，那就是真刀真槍，就是要刺刀見紅，就是要敢硬碰硬，就是要解決問題，如果不是這種態度去開展工作的話，那遲早有一天你這個地盤上還要出這樣的事」、「各區黨委政府要嚴格落實屬地責任，一把手要親自抓」。蔡奇還聲稱再發生類似（失火）事件「大家就要把手剁下來」。
之后，北京21个相关部门为期40天的安全隐患大排查大清理大整治专项行动正式开始，德邦、安能、百世、顺丰、京东、中通、韵达、圆通、速尔、快捷等十余家知名物流快递企业在北京的仓库、分拨、网点等等都受到波及。北京的很多仓库被查封，处于暂停状态，如联想物流通州仓库被查封、安能北京分拨爆仓严重。其中，在整治力度最大的顺义区沙峪镇，100%关停清退大宇物流、中外运敦豪等88家仓储物流企业。北京官方则称行动排查出安全隐患多达25,000多处，大量存在企业用易燃材料建造员工宿舍，厂房违规改建公寓出租，私拉电线，占用疏散通道搭建群租房，人货混住等重大安全隐患问题。北京市政府并指，“专项行动”是为了防止大兴新建二村火灾事件再次发生排除火灾安全隐患的行动，并不存在驱逐低端人口，且否认“低端人口”的说法，称人群不分“高端”“低端”，并称专项行动针对的是存在严重安全隐患的工厂，仓库，出租屋等场所，但一些“外来人口”在这些有安全隐患的地方居住且不了解风险，称专项行动是为了保障这些人的生命安全。
2017年12月13日，在网络上流传一封公開信，指蔡奇近日的驅趕行動，影響範圍廣大、手法殘忍、忤逆背量、違法亂規，甚至是「北京建城3062年以來最惡劣的行政作惡事件」，包括清華大學、中國人民大學等多名校友聯署要求蔡辭職下台。與此同時，國家行政學院汪玉凱教授，建議中共中央追責北京市的錯誤決策。這封公開信，指责蔡奇以「殺刀見紅」的高壓之勢，調動大批荷槍實彈的警員、持棍保安城管，在凜冽寒風中連夜搗毀居民的棲身之地，停水停電停暖氣等，其行為嚴重違反中共黨章、背離中共宗旨，同時違反包括侵佔公民合法私有財產、伺犯公民人身自由等《憲法》、《行政強制法》等條文。在「事實俱在，鐵證如山，不容抵賴」下，呼籲已經嚴重違法亂紀的蔡奇「立即辭職，以謝天下」。

#### 《北京市牌匾规范》立法及拆违
2017年9月24日，蔡奇与北京市长陈吉宁一起率领北京16个区和相关部门主要负责人先后来到西城区与东城区，聚焦背街小巷环境整治提升，组织第二次现场推进会。蔡奇表示，各区要加强城市精细化管理，抓好环境整治提升，努力营造整洁、有序、文明、祥和的城市环境。明年要把屋顶拆违列入整治清单，对凡超出建筑体或不符合要求的广告牌匾分步予以清理，胡同内要逐步实现不停车等。
在蔡奇的这一思想指导下出台的《北京市牌匾标识设置管理规范（修订版）》明确规定，楼顶禁止设置牌匾、标识、广告等，已有的也要进行清理拆除，核心城区、长安街沿线、二三四环沿线是重点。北京官方称，全市需要拆除的违规广告牌匾超过2.7万块，七成以上集中在城六区（东城区、西城区、朝阳区、海淀区、丰台区和石景山区等6个核心城区）。拆除后建筑物只能使用在规划部门备案的大楼名称，悬挂位置则在楼体3层以上，距离屋顶线不小于0.5米。同时，字体大小也有严格规定，建筑物名称字体本身高度不超过2米，单位名称字体本身高度不超过0.8米。新的牌匾标识禁止使用不锈钢等高反光材料，也不能用外射光源，只能用内投光源。如果同栋楼有多个产权单位或商业信息需求时，建筑物产权单位可在出入口处设置符合规定的标识进行区分，或在地面设置立式信息牌方便查询，引起广泛争议。

#### 整顿市属国企党委
2017年11月，中共北京市委经中共中央纪委审核并报中共中央批准，决定对北京农产品中央批发市场管委会党委进行改组。11月16日，中共北京市委召开全市领导干部警示教育大会，蔡奇讲话。作为正局级单位，此次北京农产品中央批发市场管委会党委被改组，不仅在北京是首次，在全国来说，也极为罕见。

#### “回天计划”
2018年8月，北京市政府为解决回龙观、天通苑地区居住、交通、教育、医疗各项资源紧张，由蔡奇牵头，制定了两轮三年专项行动计划。期间集中完成了数百项基础设施改善工程，力争打造大型居住区治理示范。蔡奇曾多次到回天地区视察实施进展。

## 轶事与争议

### 之江新军
从1983年到1999年，蔡奇曾经在福建省委与三明市工作长达16年，官至三明市长。在这段时间内，习近平也曾经在福建省工作。而后，蔡奇与龙岩市长黄坤明一起被调往浙江省任职，习近平也在2002年11月任中共浙江省委书记。期间，蔡奇先后主政衢州、台州两座城市，是习近平的下属。
在2007年3月习近平调任中共上海市委書記后不久，蔡奇任杭州市人民政府市长。2014年3月，习近平执政刚满一年，就把蔡奇上调中央国家安全委员会办公室任职，并在2017年5月任中共北京市委書記。因为蔡奇长期在福建、浙江与习近平有共事经历，所以被认为是其嫡系之江新军的重要成员。

### 微博大V
蔡奇曾经是使用微博级别最高的现任官员之一（当时任中共浙江省委常委、省委组织部部长），他于2011年的浙江省委组织部长会议上，首次公布其已开通个人微博，至2014年3月，他在腾讯微博上的粉丝突破一千万。2013年11月，蔡奇在微博上率先公布其离任浙江省委组织部部长的信息，引起众多网友关注，这在此前的重大人事变动新闻中没有这一先例。
而在2011年9月，一位基层公务员的母亲发微博称在税务总局工作的儿子不能喝酒，却常陪领导喝酒到喝醉，求助问“我该怎么办”。第二天，蔡奇就转发了该微博，并且回复称：“告诉我你儿子在国税哪个单位？今后可以不用喝酒了。”这一条微博一时间也成为了热门微博。在2014年3月蔡奇赴中央任职之后，他的微博也随之关闭。

### 访问台湾
蔡奇曾在2012年的7月6日至12日期间，以中共浙江省委常委、组织部长身份到访台湾，探望其定居于左营的二舅、与其称为“老朋友”的时任南投县长李朝卿见面。

### 向习近平表忠
2022年6月，在北京市第十三次党代会上，时任北京市委书记蔡奇做报告提及“领袖”措辞，他说：“一幕幕场景历历在目，一句句嘱托言犹在耳。总书记非凡的雄才大略、远见卓识和领袖风范，让我们深受感召。总书记日夜思念关注着人民情怀，让我们深受教育……”又表示新征程上，“为我们掌舵领航的，就是党的领导核心习近平总书记”。他形容习近平“是主心骨、顶梁柱、定盘星”。
2023年5月22日，在北京召开的《习近平著作选读》第一卷、第二卷出版座谈会上，蔡奇说，要深入开展主题教育，把《习近平著作选读》学习运用工作组织好、安排好，“推动习近平新时代中国特色社会主义思想入脑入心入魂”，并要求“学出政治忠诚，学出使命担当，学出实干精神，学出深厚情怀，学出斗争本领，学出清醒坚定”。

## 相关评价
2018年，中国社科院发布『中国法治发展报告』其中指出，2017年这起震惊中外、把政府工作不力产生的安全隐患完全推卸到所谓“低端人口”身上的做法“没有充分民众参与、民主协商过程，甚至没有有效的公开资料，造成大量社会问题，法治意识要加强”。报告认为政府治理布局要合理，行动要与法治配合，才可避免造成巨大冲击。矛头显然直指始作俑者北京市委书记蔡奇。
布鲁金斯研究所中国问题专家李成对路透社表示“蔡奇在四年内获得四次提拔，显示出他对习近平的重要性。”
位于华盛顿的美利坚大学国际服务学院助理教授张扬接受路透社采访时说，“蔡奇作为北京市委书记并不受欢迎，但是受欢迎度敌不过忠诚度。”
美国之音网站发表评论文章认为：蔡奇之所以能够意外入常，其实凭借的并不是他的政绩，而是他与习近平在福建和浙江共事长达20年时间内形成的私谊。

## 荣誉
- 奥林匹克金质勋章（国际奥委会，2022年2月21日于北京颁发[58]）

## 家庭
兒子蔡尔津畢業於浙江大學，任職於中華人民共和國國家發展和改革委員會。